# Фестивальна-Льодопадна печера
Фестивальна-Льодопадна печера (рос. Фестивальная-Ледопадная) — печера в Узбекистані, на гірському хребті Байсунтау, південні відроги Гісарського хребта гірської системи Паміро-Алаю. Печера комплексного (горизонтально-вертикального) типу простягання. Загальна протяжність — 10000 м. Глибина печери становить 580 м. Категорія складності проходження ходів печери — 4А.